# Історія освоєння мінеральних ресурсів Чехії

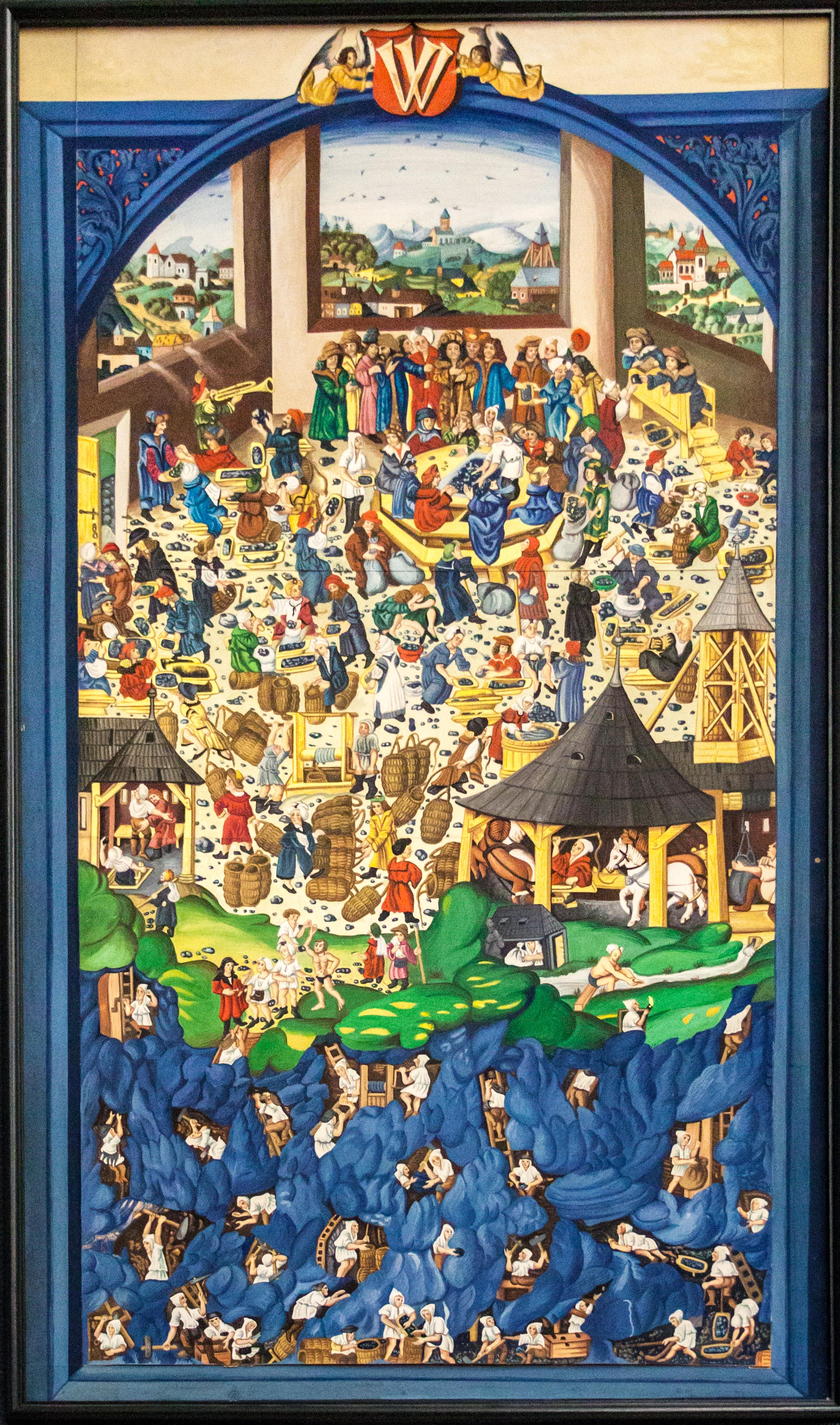
Чехія. Гірничий промисел в Кутній Горі (картина XV ст.)

Історія освоєння мінеральних ресурсів Чехії
Золото в IV — I тис. до н.е на території країни добували кельти. Перші письмові згадки про видобуток олова датуються 973 р. Найвідомішим місцем давніх розробок є Рудні Гори, які з південного сходу розроблялися чехами, а з півночі й заходу — саксонцями. Перші згадки про видобуток у цьому районі олова і срібла відносять до 1168 р. Значних масштабів видобуток руд досяг у Чехії у XIII — XIV ст., коли було уперше в Європі видано гірниче право (м. Їглава, 1249 р.; м. Кутна Гора, 1300 р.) і почали карбувати срібні монети (чеські гроші). Поблизу Пршибрама з XIII ст. вівся видобуток руд срібла, свинцю, цинку, пізніше стибію. У Яхимові з 1512 р. добували срібло, а з 1852 р. — уранініт. Саме в Яхімові починав гірничу діяльність один з основоположників гірничої науки і автор першої енциклопедії з гірництва і металургії («De Re Metallica») Георг Аґрікола (1494 — 1555 рр.). В 1716 р. в Яхімові було засноване гірниче училище.
буре вугілля в Чехії почали добувати у 1566 р. в сучасному Північно-Чеському буровугільному басейні. Видобуток кам'яного вугілля почався у 1570 р. у Пльзеньському басейні. Перша кам'яновугільна шахта в районі м. Острава була відкрита в 1776 р. В Чехії почали застосовувати вибухові (порохові) роботи для проведення виробок в 40-х роках XVII ст., динаміт застосовано в 1868 р. (вперше у світі). На шахті «Войтех» (м. Пршибрам) у 1875 р. уперше в гірничій практиці була досягнута глибина розробки 1000 м.
З середини XIX ст. починається механізація гірничих робіт. Перша парова машина була застосована в Остравському басейні в 1845 р., електрична — в 1898 р.; там же в 1890 р. почалося механічне буріння свердловин. З 1896 р. в шахтах з'явилися переносні електричні шахтарські лампи. Перші вагонетки були використані в 1901 р., із 1908 р. застосовуються пневматичні відбійні молотки. Після Першої світової війни для розробки вугілля починають використовуватися врубові машини. З початку 1950-х років почався механізований видобуток вугілля українськими комбайнами «Донбас».
Сучасна Чехія серед країн ЄС займає за запасами графіту 6-е, діатоміту 7-е, бурого вугілля 8-е, каоліну 9-е місце. Разом з тим, Чехія відчуває нестачу в нафті, природному газі і металічних рудах. Імпортує також сірку, фосфати, солі калію. Країна має традиційно розвинену гірничу промисловість. На 1-му місці — видобуток вугілля, на 2-му — нерудних будівельних матеріалів, на 3-му — індустріальної сировини (вапняки, каоліни, магнезити і скляні піски). Частка гірничої промисловості у ВВП становить 2,1 % (на 1998-99 рр.). В ній зайнято 75 тис. чол. (у 1980-х роках — бл. 190 тис. чол.).
Підготовку гірничих інженерів сьогодні ведуть у Карловому університеті в Празі (кафедра гірничо-геологічних наук заснована ще у 1763 р.), а також у Вищій гірничій школі Технічного університету в Остраві (з 1945 р.).

## Фотогалерея: Артефакти зі срібної шахти. Кутна гора.

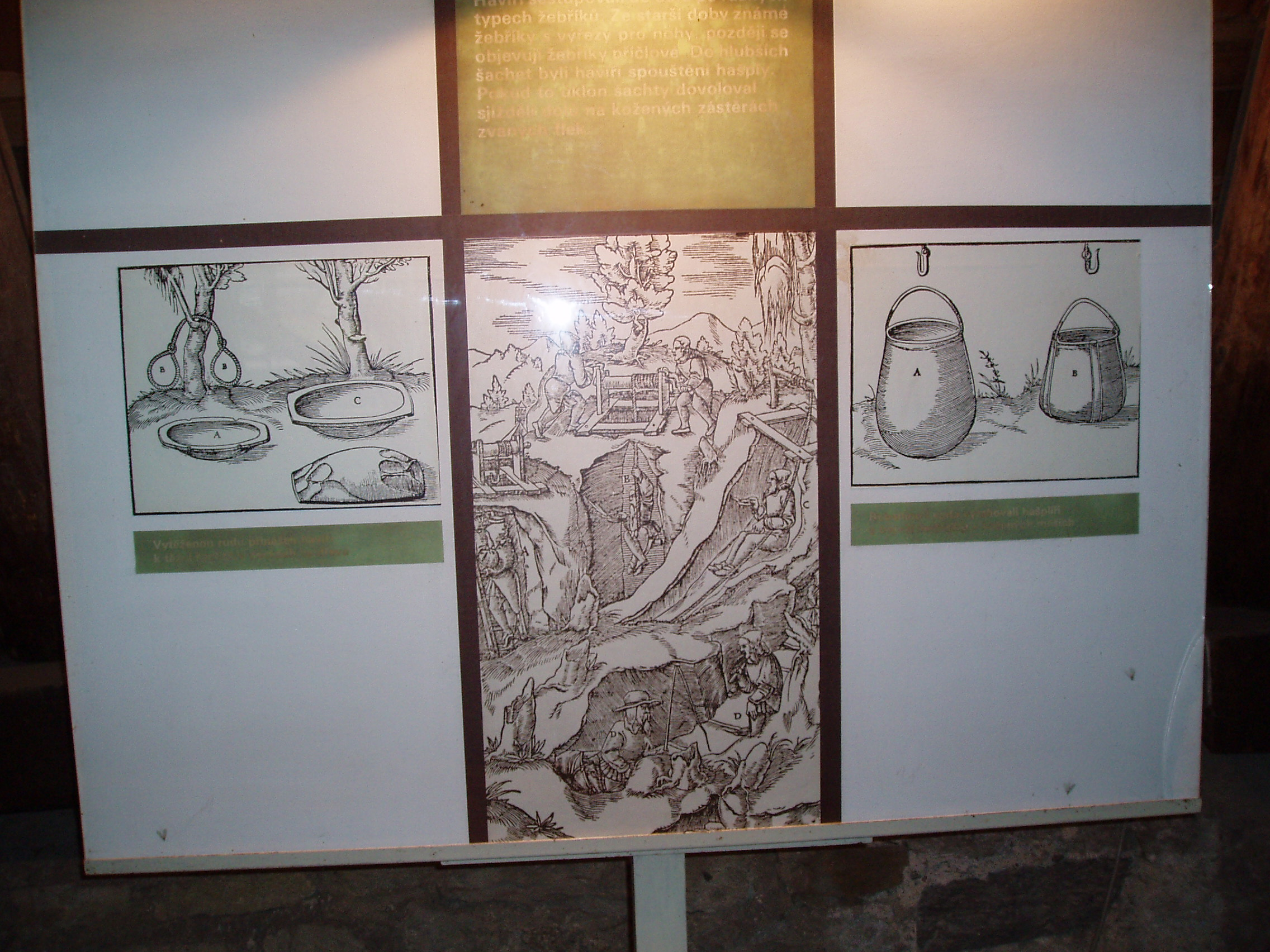
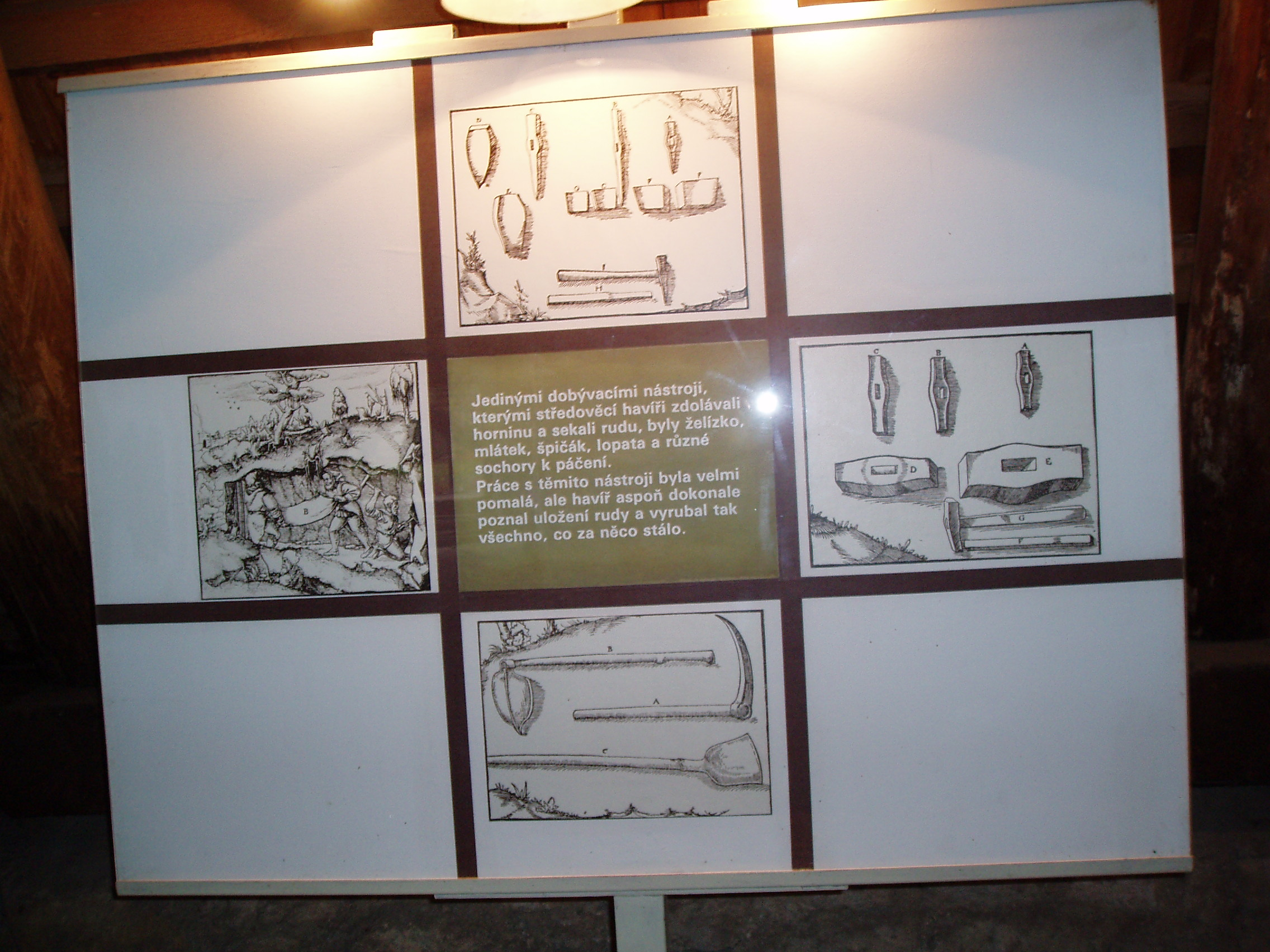
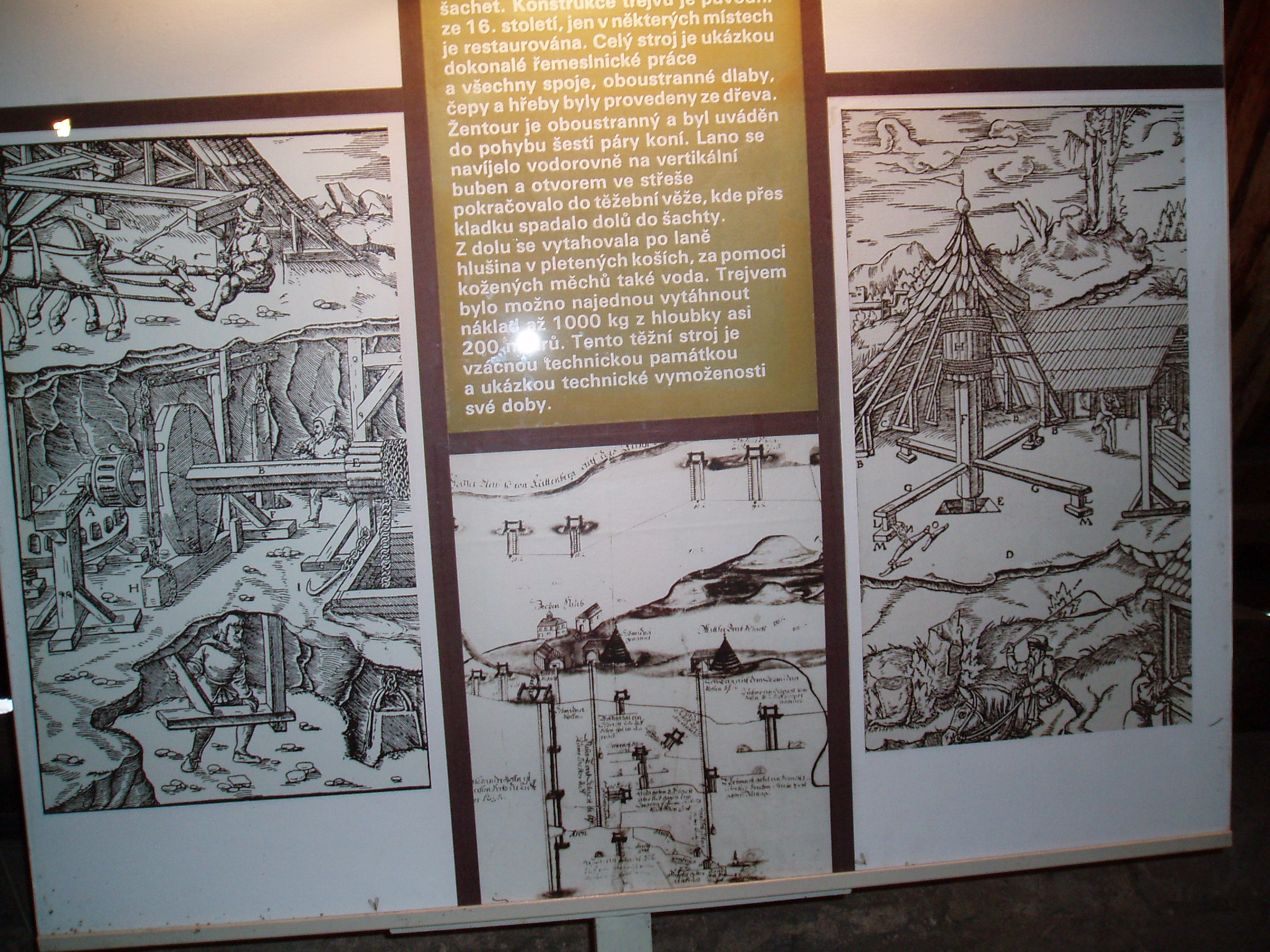
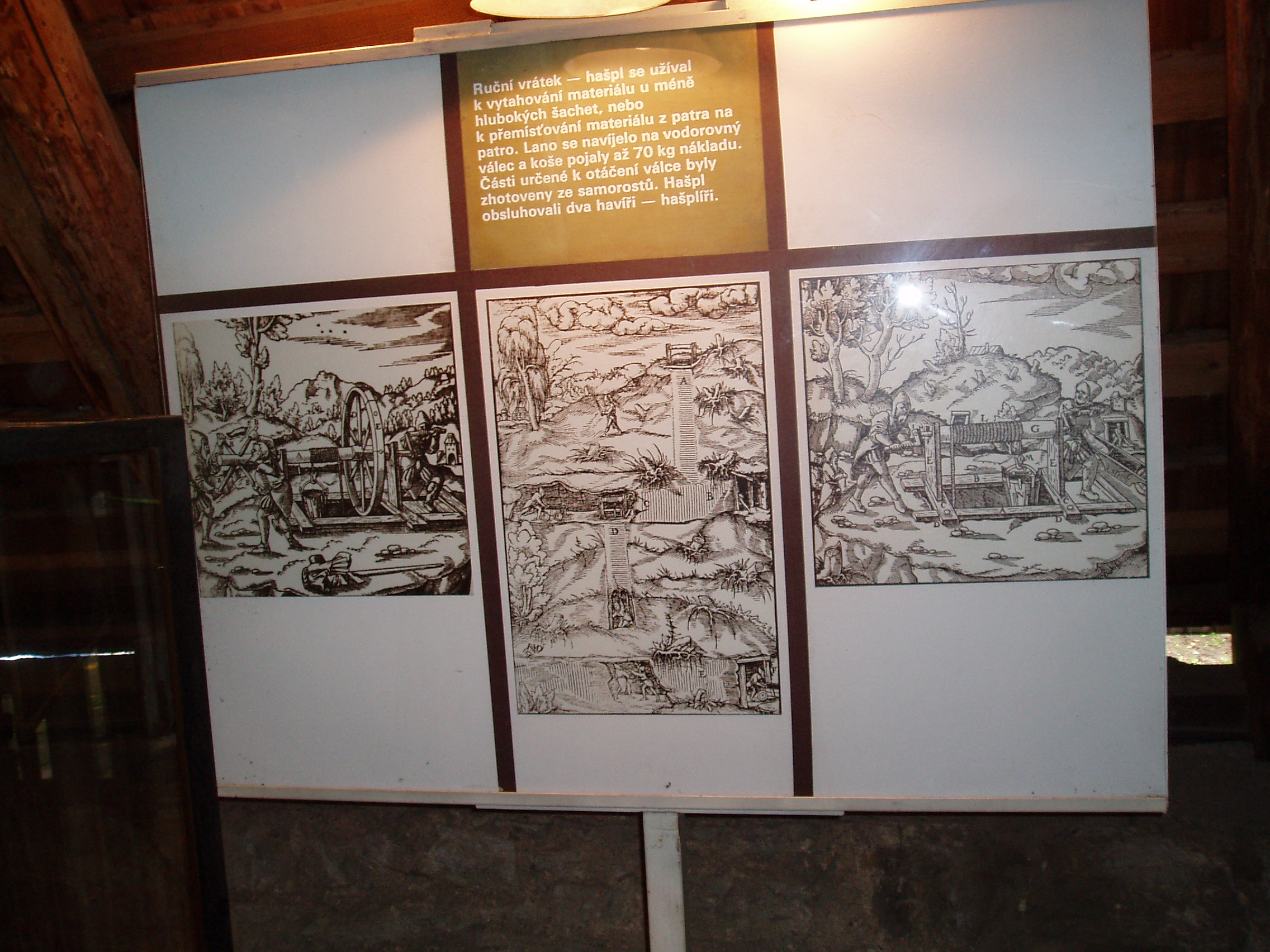
Гірник. Скульптура в експозиції срібної шахти Кутна Гора